# Channel 3 (Thái Lan)
Channel 3 HD (tiếng Thái: ช่อง 3 เอชดี Được biết đến trước đây như สถานีโทรทัศน์ไทยทีวีสีช่อง 3, Kênh 3, viết tắt: CH3) là một đài truyền hình công cộng ở Thái Lan, được thành lập vào ngày 26 tháng 3 năm 1970 như đài truyền hình thương mại đầu tiên của Thái Lan. Channel 3 được điều hành bởi BEC Multimedia Company Limited ("BECM"), một chi nhánh của công ty BEC World Public Company Limited. Trụ sở của đài đặt tại Maleenont Tower ở thành phố Băng Cốc.

## Lịch sử
Channel 3 được thành lập vào ngày 26 tháng 3 năm 1970 lúc 10 giờ sáng (giờ Thái Lan) bởi Thủ tướng Thống chế Thanom Kittikachorn. Trong những năm đầu, khu vực phát sóng của đài chỉ được giới hạn ở Vùng đô thị Bangkok. Thời gian phát sóng kéo dài 6 tiếng, từ 16:00 đến 22:00, và sau đó mở rộng phát sóng vào những khung giờ trong ngày. Trong một thời gian ngắn, đài bắt đầu phát sóng 24 tiếng một ngày vào năm 1997, nhưng chấm dứt sau đó do cuộc Khủng hoảng tài chính châu Á 1997. Đài đã khôi phục lại việc phát sóng 24 tiếng một ngày kể từ ngày 1 tháng 1 năm 2005.
Vào ngày 1 tháng 1 năm 2001, Channel 3 là đài truyền hình đầu tiên ở Thái Lan phát sóng phim 3D. Bộ phim Jaws 3-D (Hàm cá mập 3) yêu cầu một cặp kính 3D, người xem có thể mua nó ở một số cửa hàng nhất định có hợp tác với đài cho sự kiện này hoặc lấy từ nơi khác.
Vào tháng 9 năm 2018, Channel 3 (được sở hữu bởi BEC và MCOT) là đài truyền hình cuối cùng còn phát sóng dịch vụ truyền hình analog ở Thái Lan. Đài đã chuyển đổi sang truyền hình kỹ thuật số vào cuối năm 2019 trên VHF và truyền hình analog chính thức ngừng phát sóng vào ngày 26 tháng 3 năm 2020 lúc 12 giờ sáng (UTC+07:00), đúng 50 năm sau khi đài được thành lập.
Năm 2021, toàn bộ các chương trình giải trí do Tero Entertainment sản xuất bị gỡ bỏ và chuyển sang Channel 7.

## Vị thế
Channel 3 là một trong những đài truyền hình lớn nhất nhì của Thái Lan, hoạt động đến nay đã được 52 năm.
Channel 3 ngày càng lớn mạnh và chứng tỏ vị thế dẫn đầu của mình về độ phủ sóng phim, top phim hay giờ vàng và sở hữu hàng loạt diễn viên nổi tiếng.
Nhà đài có 3 kênh: CH3HD, CH3SD, CH3 Family và ứng dụng CH3PLUS. Đài hiện đang sở hữu hơn 200 diễn viên trai đẹp, gái xinh (con số này có thể tăng lên vì hằng năm luôn có diễn viên mới gia nhập vào đài).
Sinh nhật của CH3 là ngày 26 tháng 3. Để kỉ niệm ngày này, hằng năm nhà đài sẽ tổ chức các buổi hoà nhạc lớn, quy tụ toàn bộ các diễn viên trong đài nhằm cảm ơn khán giả đã yêu mến đài.
CH3 có 9 cặp đôi màn ảnh (koojin) đã góp phần tạo nên sức hút cho đài và thường xuyên được ghép đôi (tính đến năm 2025):
- Nadech Kugimiya - Yaya Urassaya Sperbund
- James Jirayu Tangsrisuk - Taew Natapohn Tameeruks
- Mark Prin Suparat - Kim Kimberly Ann Voltemas
- Mario Maurer - Toey Jarinporn Joonkiat
- Pope Thanawat Wattanaputi - Bella Ranee Campen
- Boy Pakorn Chatborirak - Margie Rasri Balenciaga
- James Ma - Mint Chalida Vijitvongthong
- Great Warintorn Panhakarn - Matt Peeranee Kongthai
- LingLing Sirilak Kwong - Orm Kornnaphat Sethratanapong

Các diễn viên trên là dàn sao chủ lực với loạt phim hit thu hút khán giả, tuy nhiên các diễn viên là cặp đôi với nhau mỗi năm có chút thay đổi.
Diễn viên mới tham gia vào đài thường ký hợp đồng với đài là 3 năm, đối với diễn viên lâu năm thì họ có thể gia hạn làm việc lâu hơn vì họ đã quen với mọi hoạt động của đài. Để cảm ơn các sao đã gắn bó bỏ công sức với đài, hằng năm nhà đài luôn có buổi tiệc nho nhỏ để gửi lời tri ân đến họ. Khi là sao nhà đài thì mọi hoạt động cũng như đóng phim của sao đó đa phần thuộc về đài.
Ngoài ra cũng phải kể đến các đạo diễn và nhà sản xuất phim đầy tài ba cho đài như P'Paew, P'Ann Thongprasom, P'Off, Nong Arunosha... Chính họ đã làm nên những lakorn cực hay và đầy tinh tế làm điểm nổi bật cho đài.
Nhà đài quan trọng nhất là hiệu ứng của người xem đối với bộ phim, nên khi phim đang chiếu mà được nhiều người chú ý (dù cho rating cao hay thấp) thì đó xem như là một phần thành công.
| #  | Tên phim                                         | Diễn viên chính                                                            | Ngày phát sóng          | Số tập | Rating |
| -- | ------------------------------------------------ | -------------------------------------------------------------------------- | ----------------------- | ------ | ------ |
| 1  | Tong Neu Gao (Tấm lòng vàng son)                 | Poh Nattawut Skidjai, Nune Woranuch Bhirombhakdi                           | 08/10/2013 - 25/11/2013 | 14     | 20.6%  |
| 2  | Buppe Sanniwat (Ngược dòng thời gian để yêu anh) | Pope Thanawat Wattanaputi, Bella Ranee Campen                              | 21/02/2018 - 11/04/2018 | 15     | 18.6%  |
| 3  | Nakee (Nữ thần rắn)                              | Taew Natapohn Tameeruks, Ken Phupoom Pongpanu                              | 26/09/2016 - 05/12/2016 | 11     | 17.3%  |
| 4  | Tawan Deard (Cao bồi Bangkok)                    | Mark Prin Suparat, Yaya Urassaya Sperbund                                  | 13/08/2011 - 18/09/2011 | 16     | 16.0%  |
| 5  | Raeng Ngao (Cái bóng)                            | Ken Phupoom Pongpanu, Jeab Janie Tienphosuwan                              | 01/10/2012 - 04/12/2012 | 20     | 15.5%  |
| 6  | Taddao Bussaya (Đứa con bị từ chối)              | Por Thrisadee Sahawong, Vorakarn Rojjanavatchra                            | 14/02/2010 - 21/03/2010 | 16     | 15.0%  |
| 7  | Samee Tee Tra (Người chồng tuyệt vời)            | Pope Thanawat Wattanaputi, Ploy Chermarn Boonyasak, Jooy Warattaya Nilkuha | 19/02/2014 - 02/04/2014 | 13     | 14.9%  |
| 8  | Su Yipta (Cuộc chiến nguy hiểm)                  | Aum Atichart Chumnanon, Benz Pornchita Na Songkhla                         | 08/12/2009 - 12/01/2010 | 11     | 14.0%  |
| 9  | Rabum Duang Dao (Vũ điệu của các vì sao)         | Oil Thana Suttikamul, Ploy Chermarn Boonyasak, Lydia Sarunrat              | 26/08/2010 - 21/10/2010 | 16     | 14.0%  |
| 10 | Dok Som See Thong (Thủ đoạn tình trường)         | Aun Witaya Wasukraipaisarn, Chompoo Araya A. Hargate                       | 30/03/2011 - 19/05/2011 | 16     | 13.5%  |

| #                                | Tên bài hát                                                   | Tên phim                        | Lượt xem    | Ngày phát hành |
| -------------------------------- | ------------------------------------------------------------- | ------------------------------- | ----------- | -------------- |
| 1                                | คู่คอง (Lứa đôi) - Kong Huayrai                                 | Nữ thần rắn                     | 564.156.590 | 23/09/2016     |
| 2                                | ขาดเธอขาดใจ (Thiếu em như mất đi con tim) - Nut Chatchai      | Nữ thần rắn                     | 164.590.666 | 26/09/2016     |
| 3                                | อยากรู้หัวใจตัวเอง (Muốn biết trái tim anh) - Violette Wautier    | Yêu thầm qua mạng               | 159.296.473 | 12/01/2015     |
| 4                                | ยื้อ (Giữ lại) - Chalatit Tantiwut                              | Cát rực lửa                     | 114.169.195 | 21/08/2014     |
| 5                                | บุพเพสันนิวาส (Nhân duyên tiền định) - Saranyu Winaipanit        | Ngược dòng thời gian để yêu anh | 93.680.953  | 21/02/2018     |
| 6                                | คนแพ้ที่ไม่มีน้ำตา (Kẻ thất bại không có nước mắt) - Bird Thongchai | Đừng quên em                    | 83.515.293  | 11/04/2014     |
| 7                                | ออเจ้าเอย (Ơi nàng hỡi) - Pete Pol                             | Ngược dòng thời gian để yêu anh | 68.730.046  | 08/03/2018     |
| 8                                | เพียงสบตา (Chỉ một ánh nhìn) - Lydia Sarunrat                  | Ngược dòng thời gian để yêu anh | 61.544.832  | 13/02/2018     |
| 9                                | มันดีกว่าที่คิด (Tốt hơn tôi nghĩ) - Singto Numchok                 | Yêu thầm anh xã                 | 55.352.793  | 29/04/2020     |
| 10                               | เธอหนอเธอ (Chàng hỡi chàng ơi) - Nan Watiya                   | Ngược dòng thời gian để yêu anh | 53.147.238  | 29/03/2018     |
| Tính đến ngày 1 tháng 6 năm 2025 |                                                               |                                 |             |                |

## Nghệ sĩ

### Hiện nay
Dưới đây là các nghệ sĩ trực thuộc Channel 3 bao gồm MC, diễn viên, người mẫu và ca sĩ

#### Nam nghệ sĩ
Hiện có 71 nghệ sĩ
- Alexander Bryant (Dylan)
- Alex Rendell (Alex)
- Chakapan Chan-O (Jack)
- Chanatip Phothongka (Champ)
- Chartayodom Hiranyasthiti (Chai)
- Chawonwat Thongyoo (Phoom)
- Chayapat Kongsub (Tae)
- Denkhun Ngamnet (Kuan)
- Ekkaphong Jongkesakorn (First)
- Jakarin Puribhat (Gap)
- James Ma (James)
- Jirayu Tangsrisuk (James)
- Kanawut Traipipattanapong (Gulf)
- Kajbhunditt Jaidee (Junior)
- Kanin Stanley (Ohm)
- Kantipas Nakpan (Phat)
- Khanin Chobpradit (Puean)
- Kittipon Tippayatayarut (Au)
- Kittitat Pradab (Bird)
- Kongthap Peak (Peak)
- Krittakan Prasitpanit (Paint)
- Kummun Klomkaew (Ball)
- Louis Scott (Louis)
- Lava killick
- Mario Maurer (Mario)
- Masu Junyangdikul (Masu)
- Michael Vandecasteele
- Nadech Kugimiya (Nadech/Barry)
- Nakhun Rojanai (Baan)
- Naphat Siangsomboon (Nine)
- Narissan Lokavit (News)
- Nattawut Skidjai (Poh)
- Natthanit Praditthan (Pentaii)
- Nawasch Phupantachsee (Pon)
- Nichakoon Khajornborirak (Meen)
- Noppakao Dechaphatthanakun (Kao)
- Panuwat Premmaneenan (Ice)
- Panitan Budkaew (Mikey)
- Parada Chutchavalchotikul (First)
- Paswitch Boorananut (Smith)
- Passakorn Kruasopon (Pom)
- Pawish Wiengnont (Mac)
- Peerakrit Phacharaboonyakiat (Friend)
- Phiravich Attachitsataporn (Mean)
- Pongsapat Kankam (Fluke)
- Prin Suparat (Mark)
- Sarut Nawapraditkul (Mil)
- Smithi Likhitmaskul (Ou)
- Suppapong Udomkaewkanjana (Saint)
- Surinthon Karawoot (Woot)
- Suriyon Aroonwattanakul (Daew)
- Tadsapon Wiwitawan (Peterpan)
- Tantachj Tharinpirom (Judo)
- Tara Tipa (Boat)
- Techin Pinchatree (Chain)
- Teeradetch Metawarayut ( Alek)
- Thagoon Karnthip (Pop)
- Thakrit Tawanpong (Phet)
- Thanawat Wattanaputi (Pope)
- Thanapon Jarujitranon (Tee)
- Thasapon Wiwitwaron (Peterpan)
- Thatchathon Sabanun (Pop)
- Thuchapon Koowongbundit (Job)
- Vachirawich Watthanaphakdeephaisan (Ryu)
- Virasut Hiranbuth (Pai)
- Warintorn Panhakarn (Great)
- Wattikorn Permsubhirun (Kiak)
- Weerakaniz Kanwatthanakul (Mac)
- Weerapat Onsa-ard (Franky)
- Wongwachira Petchkeaw (Care)
- Worachon Kaewjinda

#### Nữ nghệ sĩ
Hiện có 63 nghệ sĩ
- Anada Prakobkit (Ying)
- Alina Dohling
- Allyssa Ann Hines (Lisa)
- Amanda Obdam
- Amolrada Chaiyadej (Mona)
- Chanidapa Pongsilpipat (Beat)
- Chanitcha Pimthong (Maya)
- Chanoksuda Raksanaves (Gap)
- Chattarika Sittiprom (Care)
- Chayanit Chayjaroen (Tita)
- Denise Jelilcha Kapaun (Denise)
- Disriyakorn Diskul
- Eisaya Hosuwan (Oom)
- Harriet Ariya Makela (Neeya)
- Janie Tienphosuwan (Jeab)
- Kaliya Niehuns (Lita)
- Kamonchanok Rodsatian (Benz)
- Kimberley Anne Woltemas (Kim)
- Kornnaphat Sethratanapong (Orm)
- Larissa Wilmott
- Lorena Schuett (Lina)
- Marilyn Kate Gardner
- Maylada Susri (Bow)
- Namnung Suttidachanai (Namnung)
- Narilya Gulmongkolpech (Yada)
- Natasha Chulanond (Natty)
- Natapohn Tameeruks (Taew)
- Nattasha Bunprachom (Yoghurt)
- Nawinda Bertotti (Mint)
- Nisachon Tuamsoongnuen (May)
- Nittha Jirayungyurn (Mew)
- Nutticha Namwong (Kaykai slider)
- Parisaya Jaronetisat (Reindeer)
- Patcharin Judrabounpol (Namfon)
- Patricia Tanchanok Good (Pat)
- Patsachon Soopree (Pang)
- Peeranee Kongthai (Matt)
- Phatrakorn Boosarakumwadi (Cine)
- Phulita Supinchompoo (Namwan)
- Pitchapa Phanthumchinda (Pear)
- Preeyakarn Jaikanta (Yiwa)
- Prima Bhunjaroeun (Prim)
- Punpreedee Khumprom Rodsawat (Phiphi)
- Ranchrawee Uakoolwarawat (Mint)
- Ranee Campen (Bella)
- Ranida Techasit (Preem)
- Rinlanee Sripen (Joy)
- Rinrada Kaewbuasai (Pie)
- Saralee Prasitdumrong (Bam)
- Saranya Jumpatip (Ning)
- Sirilak Kwong (LingLing)
- Sirinrat Vidhyaphum (Mook)
- Stephanie Lerce (Steph)
- Supapat Phoncharoenrat (Candy)
- Suphaphorn Wongthuaithong (Boom)
- Sureeyares Yakares (Prigkhing)
- Tarika Insuwan (Mind)
- Thidarut Pruethong (Enjoy)
- Thunyaphat Pattarateerachaicharoen (Namfah)
- Urassaya Sperbund (Yaya)
- Uthanporn Van Paassen (Ami)
- Virakarn Seneetantikul (Maprang)
- Yeena Salas (Gina)

### Cựu nghệ sĩ
- Usamanee Vaithayanon (Kwan) (2001–2003)
- Kanyarat Jirarachakij (Tik) (2000–2005)
- Sunisa Jett (Vicky) (1999–2007)
- Sarocha Watittapan (Tao) (2003–2010)
- Siraphun Wattanajinda (Noon) (2005–2012)
- Kanin Pattamanun (Don) (2008–2012)
- Esther Supreeleela (Esther) (2012–2015)
- Patsita Athianantasak (Grace) (2012–2016)
- Varakorn Sawaskorn (Chap) (2013–2016)
- Vittaya Wasukraipaisan (Aun) (2008–2017)
- Premmanat Suwannanon (Peck) (2016–2018)
- Yardthip Rajpal (Yard) (2002–2019)
- Michelle Behrmann (Michelle) (2012–2019)
- Phupoom Pongpanu (Ken) (2011–2020)
- Amena Gul (Ice) (2012–2020)
- Nichari Chokprajakchat (Wawwa) (2012–2020)
- New Chaiyapol Pupart (New) (2017–2020)
- Jaron Sorat (Top) (2011–2021)
- Panalee Varunwongse (Natalie) (2015–2021)
- Nalinthip Sakulongumpai (Bua) (2011–2022)
- Tanin Manoonsilp (Bomb) (2011–2022)
- Warit Sirisantana (Mai) (2013–2022)
- Sirin Preedeeyanon (Chippy) (2013–2022)
- Diana Flipo (Diana) (2013–2022)
- Supassara Thanachart (Kao) (2016–2022)
- Nattavat Kaewbuasai (Cake) (2017–2022)
- Preechaya Pongthananikorn (Ice) (2018–2022)
- Sarin Ronnakiat (Inn) (2018–2022）
- Pariit Thimthong (Parit) (2019–2022)
- Monchanok Saengchaipiangpen (Mo) (2019–2022）
- Itthipat Thanit (God) (2019–2022）
- Pimpawee Kograbin (Toon) (2020–2022)
- Chalida Vijitvongthong (Mint) (2006–2023)
- Pakorn Chatborirak (Boy) (2009–2023)
- Jacqueline Muench (Jackie) (2011–2023)
- Matira Tantiprasut (Yam) (2013–2023)
- Jarinporn Joonkiat (Toey) (2014–2023)
- Vachiravit Paisarnkulwong (August) (2016–2023)
- Warit Tipgomut (Ta) (2005–2024)
- Nuttanicha Dungwattanawanich (Nychaa) (2013–2024)
- Rattanawadee Wongtong (Mim) (2016–2024)
- Khunnarong Pratesrat (Krating) (2015–2025)
- Henry Myron (Tate)(2024–2025)